# Quotidien
Quotidien (deutsch Alltag) ist eine französische Fernsehsendung aus dem Bereich Infotainment. Sie wird seit dem 12. September 2016 auf TMC täglich im Vorabend ausgestrahlt. Die Sendung wird von dem Journalisten Yann Barthès (* 1974) moderiert und von Bangumi produziert, ein Unternehmen, das von Letzterem und Laurent Bon gegründet wurde. Yann Barthès ist von einem Team von Redakteuren und Journalisten umgeben, die Kolumnen und Reportagen erstellen, aus denen die Sendung besteht. Jeden Tag empfängt er französische und internationale Persönlichkeiten wie Intellektuelle, Politiker oder Prominente, mit denen er das aktuelle Tagesgeschehen bespricht.

## Kritik
Wie bereits sein Vorgänger Petit journal, wird auch der Quotidien regelmäßig für seinen Schnitt und den Umgang mit Informationen kritisiert. Auch die Entwicklung der Fernsehsendung innerhalb des Senders TF1 und ihre Werbemaßnahmen für deren andere Programme und sich selbst sind umstritten. Der Quotidien verkündete daraufhin, die Werbung reduzieren zu wollen. Eine weitere negative Entwicklung laut Thomas Deslogis, Journalist des Magazins Slate, sei, dass die Fernsehsendung immer mehr einer Talkshow ähnele, als dem Petit Journal. Darüber hinaus wird der Sendung vorgeworfen, bestimmten Themen auszuweichen.

## Ständige Showgäste

### Aktuelle Showgäste

#### Reporterinnen und Reporter
- Julia Denis (seit September 2023)
- Paul Gasnier (seit Januar 2020, zuvor im Hintergrund)
- Paul Moisson (seit September 2021)
- Juliette Pelerin (seit September 2023)
- Abda Sall (seit März 2021, zuvor im Hintergrund)

#### Kolumnistinnen und Kolumnisten
- Jean-Michel Aphatie – Politik (seit September 2023)
- Marc Beaugé – Mode (seit September 2016)
- Julien Bellver – Medium (seit September 2017)
- Étienne Carbonnier – Sport und Fernsehen (seit September 2016)
- Ambre Chalumeau – Kultur (seit August 2020)
- Angèle Imbert – Rubrik „Kids Club“ (seit September 2023)
- Maïa Mazaurette – Rubrik „sexo“ (seit April 2020)
- Willy Papa – People (seit September 2016)

#### Comedians
- Rosa Bursztein (seit September 2023)
- Anne Depétrini (seit August 2021)
- Yann Marguet (seit September 2023)
- Pablo Mira (von September 2018 seit Juli 2020 und von September 2021)